# Jason Thompson
Pour les articles homonymes, voir Thompson et Jason Thompson (homonymie).
Jason Carlton Thompson, né le 21 juillet 1986 à Mount Laurel au New Jersey, est un joueur américain de basket-ball évoluant aux postes d'ailier fort et de pivot.

## Biographie
De 2004 à 2008, Thompson étudie à l'université de Rider, une université privée du New Jersey. En 2008, il est drafté en douzième position par les Kings de Sacramento.
Lors de sa saison rookie, il tourne à 11 points et 7 rebonds sur l'ensemble de la saison avec les Kings de Sacramento. Il n'est cependant pas sélectionné dans les deux équipes des meilleurs rookies.
Il a re-signé avec les Kings en 2010 puis en 2012.
Le 10 juillet 2015, Thompson est transféré aux 76ers de Philadelphie avec Carl Landry, Nik Stauskas, un futur premier tour de draft, le droit d'intervertir les premiers tours de 2016 et 2017, en échange des droits sur Artūras Gudaitis et Luka Mitrović.
En juillet 2017, Thompson signe pour la première fois pour un club européen et rejoint le champion d'Europe en titre, le Fenerbahçe.
En août 2018, Thompson signe avec les Sichuan Blue Whales, un club chinois.
En février 2020, Thompson retourne en Europe et rejoint le club de Saragosse en Espagne.

## Clubs successifs
- 2008-2015 :  Kings de Sacramento (NBA)
- 2015-2016 :
  -  Warriors de Golden State (NBA)
  -  Raptors de Toronto (NBA)
- 2016-2017 :  Shandong Lions (CBA)
- 2017-2018 :  Fenerbahçe (Süper Ligi)
- 2018-2019 :  Sichuan Blue Whales (CBA)
- 2019-2020 : 
  -  Beijing Royal Fighters (CBA)
  -  Saragosse (Liga Endesa)
- 2020-2021 :  Saragosse (Liga Endesa)
- 2021 :  Shanghai Sharks (CBA)
- 2021 :  Guangdong Southern Tigers (CBA)

## Palmarès
- MAAC Player of the Year (2008)
- Haggerty Award (2008)
- 2x First-team All-MAAC (2007, 2008)
- Second-team All-MAAC (2006)

## Records sur une rencontre en NBA
Les records personnels de Jason Thompson en NBA sont les suivants, :
| Type de statistique        | Saison régulière | Saison régulière          | Saison régulière | Playoffs | Playoffs                 | Playoffs      |
| Type de statistique        | Record           | Adversaire                | Date             | Record   | Adversaire               | Date          |
| -------------------------- | ---------------- | ------------------------- | ---------------- | -------- | ------------------------ | ------------- |
| Points                     | 27               | Rockets de Houston        | 13 novembre 2009 | 2        | 4 fois                   | 4 fois        |
| Paniers marqués            | 11               | Timberwolves du Minnesota | 12 décembre 2009 | 1        | 4 fois                   | 4 fois        |
| Paniers tentés             | 20               | Clippers de Los Angeles   | 8 avril 2010     | 3        | @ Cavaliers de Cleveland | 25 mai 2016   |
| Paniers à 3 points réussis | 2                | Pacers de l'Indiana       | 8 avril 2016     | -        | -                        | -             |
| Paniers à 3 points tentés  | 4                | @ Nets de Brooklyn        | 13 avril 2016    | 1        | Pacers de l'Indiana      | 18 avril 2016 |
| Lancers francs réussis     | 14               | Bucks de Milwaukee        | 16 janvier 2009  | -        | -                        | -             |
| Lancers francs tentés      | 15               | Bucks de Milwaukee        | 16 janvier 2009  | 2        | @ Cavaliers de Cleveland | 25 mai 2016   |
| Rebonds offensifs          | 10               | Nuggets de Denver         | 6 décembre 2008  | 3        | @ Cavaliers de Cleveland | 25 mai 2016   |
| Rebonds défensifs          | 15               | Clippers de Los Angeles   | 17 janvier 2015  | 2        | @ Cavaliers de Cleveland | 25 mai 2016   |
| Rebonds totaux             | 22               | Clippers de Los Angeles   | 17 janvier 2015  | 5        | @ Cavaliers de Cleveland | 25 mai 2016   |
| Passes décisives           | 7                | @ Bobcats de Charlotte    | 22 avril 2012    | 1        | @ Cavaliers de Cleveland | 25 mai 2016   |
| Interceptions              | 5                | @ Bobcats de Charlotte    | 22 avril 2012    | -        | -                        | -             |
| Contres                    | 4                | 5 fois                    | 5 fois           | 1        | @ Cavaliers de Cleveland | 25 mai 2016   |
| Balles perdues             | 7                | Bulls de Chicago          | 17 novembre 2009 | 1        | @ Cavaliers de Cleveland | 19 mai 2016   |
| Minutes jouées             | 50               | Cavaliers de Cleveland    | 23 décembre 2009 | 12       | @ Cavaliers de Cleveland | 25 mai 2016   |

- Double-double : 93
- Triple-double : 0

## Vie privée
Il a un petit frère du nom de Ryan, lui aussi basketteur.